# アデライード・サレス＝ワグネル
アデライード・サレス＝ワグネル（Adélaïde Salles-Wagner、結婚前のドイツ語名、アデルハイド・ヴァグナー: Adelheid Wagner、1824年9月17日 - 1890年7月2日）は、ドイツのドレスデン生まれで、フランス人画家のジュール・サレスと結婚した画家である。

## 略歴
ドレスデンで生まれた。妹のエリーゼ・ヴァグナー（結婚後の名前:Charlotte Elise Puyroche-Wagner、1828-1895）とドレスデンの美術アカデミーで学び、その後、姉妹はパリに移り、アデライードは風景画家のジュール・コワニェ(Jules Coignet)に学んだ。その後、画家のクラウディウス・ジャカン（Claudius Jacquand: 1803-1878）に勧められて、リヨンの花を描くのが得意な画家のシモン・サン＝ジャン（Simon Saint-Jean: 1808-1860）に学んだ。姉妹はリヨンで暮らし、アデライードは、リヨンの画家ルイ・ジャンモ（1814-1892）のスタジオでも学び、1854年ころから宗教的な題材の作品を描くようになり、った。
1865年に、画家でニームの美術館の学芸員であったジュール・サレス（Jules Salles: 1814-1900）と結婚し、アデライード・サラス＝ワグネルの名前で活動した。夫とともにアミアンやニーム、モンペリエ、クレルモン、カーン、パリなどで展示会を成功させた。
宗教を題材にした作品の他、若い女性や子供の肖像画や風俗画を描いた。
1905年にイギリスで出版されたウォルター・ショー・スパロー(Walter Shaw Sparrow: 1862–1940)の「Women Painters of the World」は1905年までの200人の女性画家と300点を超える女性画家の作品を掲載しているが、アデライード・サレス＝ワグネルの「祈るブルターニュの少女(Breton Girl Praying)」（1888年作）が収録されている。

## 作品

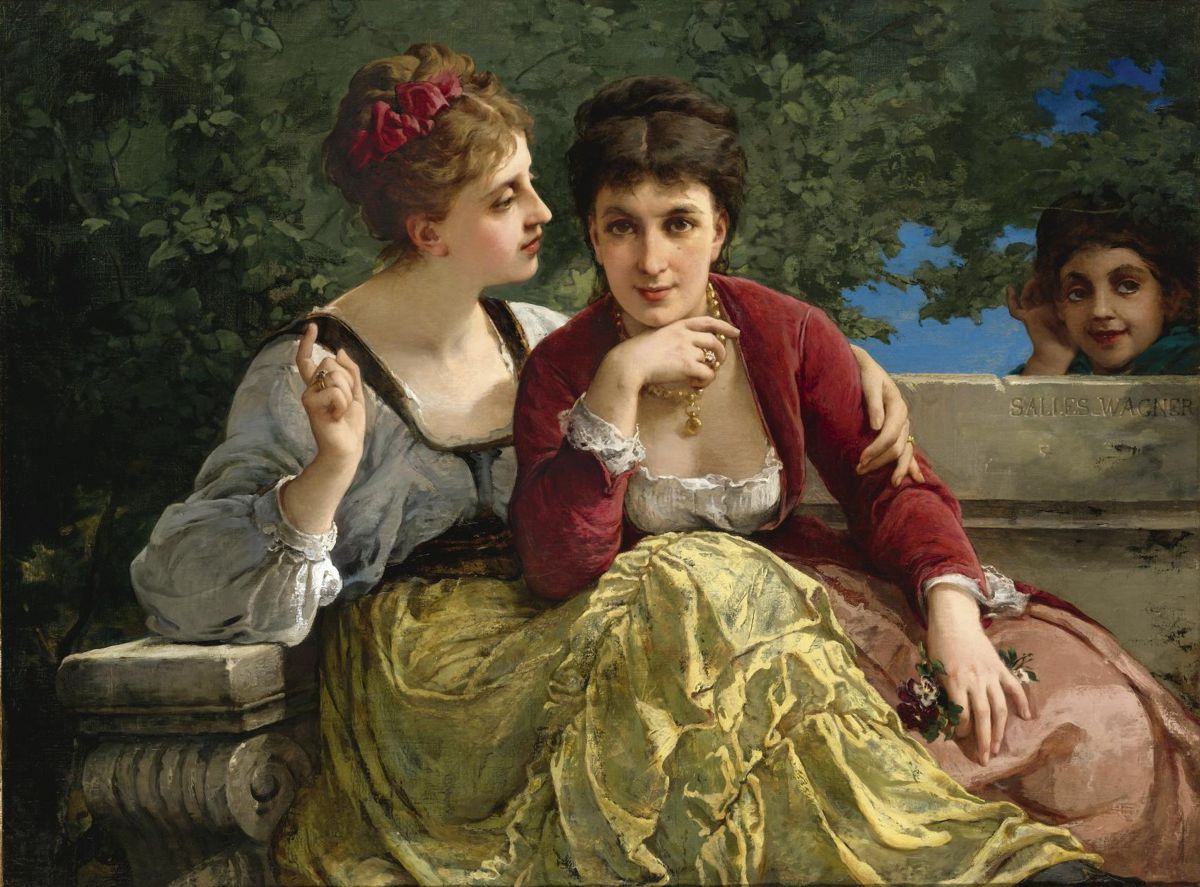
内緒話
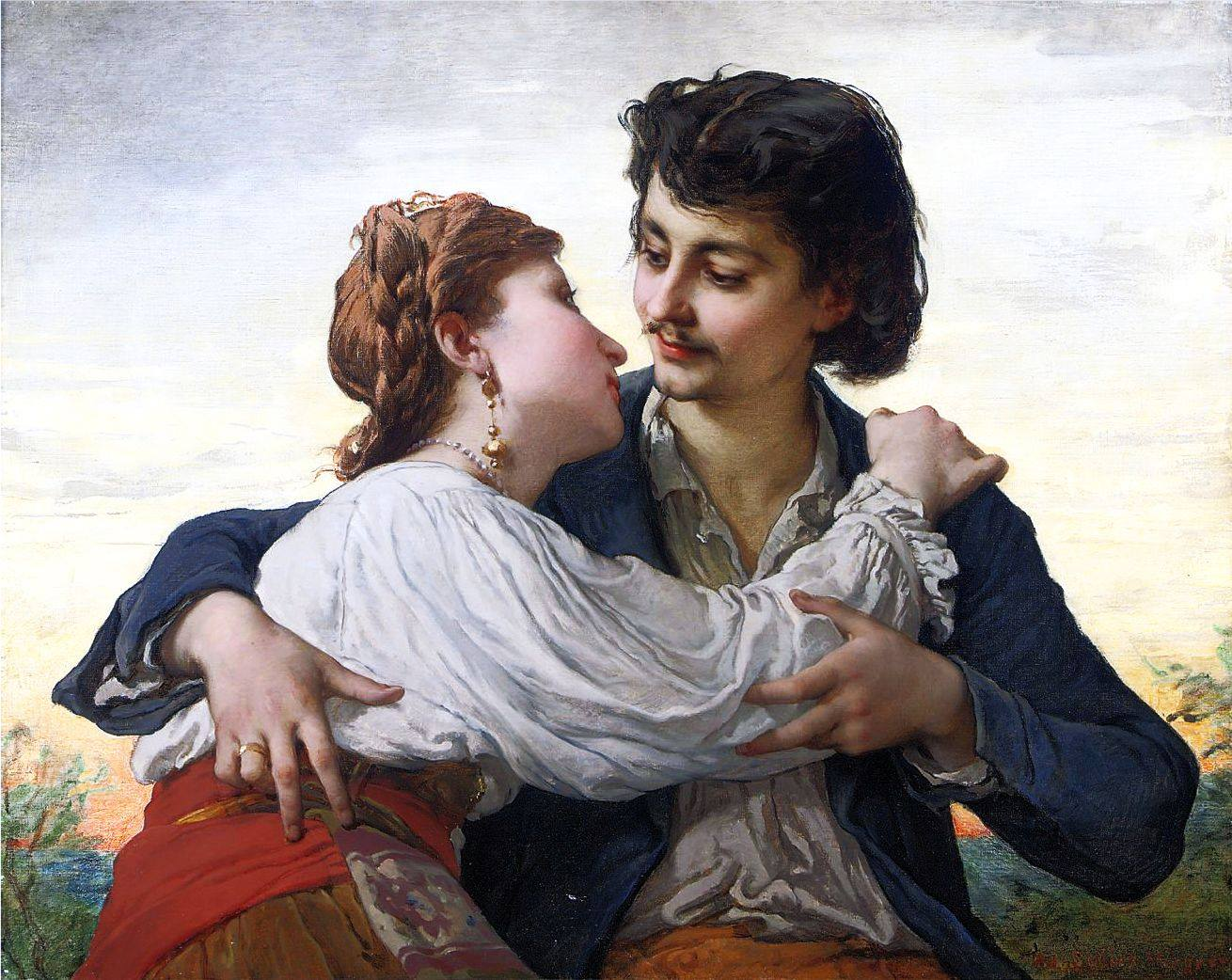
キス
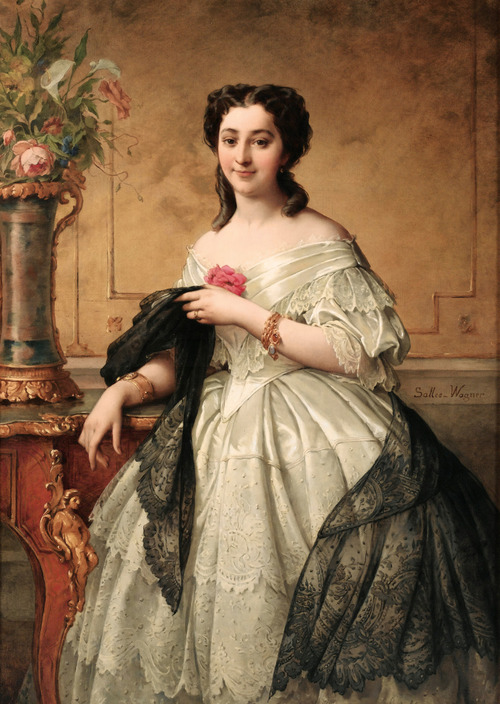
社交界の女性の肖像画
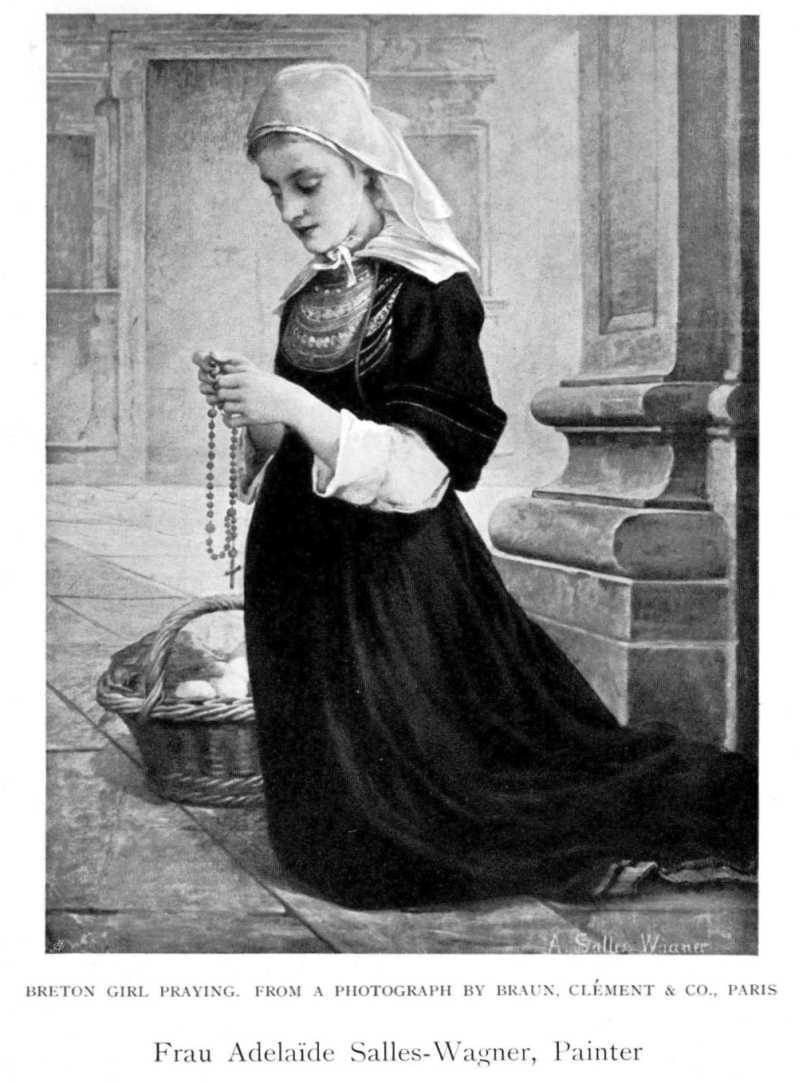
「祈るブルターニュの少女」（スパローの著書から）